# 王蔺
王藺（?—1214年），字謙仲，号轩山居士，无为军庐江县（今安徽省庐江县）人。南宋大臣。
王之道之子。宋孝宗乾道五年（1169年）進士，初任武学教谕。历任信州上饒簿、鄂州教授、四川宣抚司干办公事、武学谕。宋孝宗巡视其地，对他另眼相看，淳熙六年（1179年），转任枢密院编修官，论对时所奏五事切合孝宗之意。淳熙八年（1181年），因敢言而擢升为宗正丞，不久出守舒州。宋孝宗曾经对周必大說王蔺“论事颇偏”，以“鲠直敢言”升任监察御史，是年冬彈劾浙西提刑辛棄疾“奸贪凶暴，帅湖南日虐害田里”，最後辛棄疾被罷歸里。转任起居舍人。後以礼部侍郎兼吏部。淳熙十四年（1187年），知隆兴府。淳熙十五年（1188年），召为礼部尚书，宋孝宗命他薦選剛正之监司，他推荐潘時、郑侨、林大中等八人。淳熙十六年（1189年）升参知政事。宋光宗即位，有人建议立皇后家廟，他力争不可。上书八事，言无所隱。绍熙元年（1190年）擢升为知枢密院事兼参知政事，拜枢密使。王藺個性嫉恶如仇，耿直敢谏，很多官员忌惮他，後來被御史中丞何澹弹劾罢职。宋宁宗即位，改任资政殿大学士、知潭州、湖南安抚使。韩侂胄当权時，又因得罪权贵被劾。慶元三年（1197年）罢官归里，任奉祠。嘉定七年（1214年）卒。

## 延伸阅读
[在维基数据编辑]
 《宋史·卷386》，出自脱脱《宋史》